# Jesús Cuadrado Bausela
Jesús Cuadrado Bausela (/xeˈsus kwaˈðɾaðo βau̯ˈsela/) est un homme politique espagnol membre du Parti socialiste ouvrier espagnol (PSOE), né le 24 décembre 1952 à Castroverde de Campos.

## Biographie
Jesús Cuadrado Bausela naît le 24 décembre 1952 à Castroverde de Campos, dans la province de Zamora.
Il est titulaire d'une licence en géographie et histoire de l'université de Valladolid. Il est adjoint au maire de Benavente entre 1983 et 1987, puis député aux Cortes de Castille-et-León de 1995 à 2000.
Il est élu député du Parti socialiste ouvrier espagnol (PSOE) au Congrès des députés dans la circonscription de Zamora au cours des élections générales du 12 mars 2000. Il est réélu en 2004 et 2008.
À l'approche des élections générales anticipées du 20 novembre 2011, le chef de file électoral du PSOE Alfredo Pérez Rubalcaba propose que le ministre de l'Intérieur Antonio Camacho prenne la tête de liste dans la province de Zamora. Jesús Cuadrado, soutenu par le président du Congrès des députés José Bono avec qui il a travaillé quand ce dernier était ministre de la Défense, demande un vote des militants socialistes : Camacho l'emporte avec 70 voix d'avance, s'imposant notamment dans la section socialiste de la ville de Zamora, et Cuadrado se retire de la vie politique.

## Note
1. ↑  Prononciation en espagnol d'Espagne retranscrite selon la norme API.